# Prieuré Notre-Dame de Longefont
Le prieuré Notre-Dame de Longefont est un ancien prieuré appartenant à l'ordre de Fontevraud, fondé au XIIe siècle, dont le manoir prieural est transformé en petit château au XIXe siècle, qui se dresse sur la commune française d'Oulches dans le département de l'Indre, en région Centre-Val de Loire.
Le prieuré fait l’objet d’une inscription au titre des monuments historiques par arrêté du 22 février 2007.

## Localisation
Le prieuré Notre-Dame de Longefont est situé dans une courbe de la Creuse, en rive gauche.

## Historique
Il s'agit d'un prieuré féminin fondé dans les années 1110 par le seigneur de Cors, Pierre Isambert. Il en fait don à Robert d'Arbrissel, fondateur de l'ordre de Fontevraud . Il porte alors le nom d'abbaye de la Grande-Fontaine, Abbatia Longi Fontis.
Le prieuré est ravagé par un incendie criminel en 1638 (7 foyers d’incendie), dans la nuit du 19 au 20 février 1638. Même si l’église fut épargnée par le feu, cet incendie marque le début  d’une longue pérégrination des moniales fontevristes. Celles-ci gagnèrent d’abord le château voisin de Cors (Ciron), avant de partir pour un autre château, celui d'Argenton-sur-Creuse le 12 septembre 1641, où elles firent  construire de nouveaux bâtiments. Leurs pérégrinations ne  s’arrêtèrent pour autant pas là puisqu’à la demande de la grande Mademoiselle Anne-Marie-Louise d'Orléans voulant rétablir la forteresse d’Argenton, moniales et prieure furent reconduites au prieuré de Longefont le 19 janvier 1649.
La Révolution, là comme ailleurs, n’épargna pas le prieuré fermé en 1792, et vendu comme bien national en 1793 et 1796. Par la suite, des offices continuent à être célébrés dans l'église, mais le bâtiment tomba en ruine, jusqu'à l'effondrement de la voûte en 1830. L'église du XIIe fut alors comblée par de la terre et des gravats et les portes murées.
Passé entre plusieurs mains, Prosper Blanchemain l'achète en 1853 et transforme le manoir prieural en petit château doté de tourelles et rehausse aussi d'un demi-étage la « maison du confesseur ». Son fils Paul Blanchemain, hérite du domaine paternel qu'il réunit à sa propriété de Castel-Biray.
Au milieu des années 2000, François et Agnès Chombart de Lauwe, les propriétaires des lieux, et notamment du manoir adjacent, entament la restauration de l'église, après avoir retrouvé plusieurs dizaines de chapiteaux romans dans les décombres, des fresques, des colonnes et l'autel. Les travaux durent huit ans, pour un coût d'un million d'euro, que le couple finance à 70 %. L'église est placée sous le patronage de sainte Philomène et les vitraux sont réalisés sur le thème de l'eau et du bleu, l'un d'eux étant dédié à l'une des filles du couple, brutalement décédée en 1998. En 2016, ils remportent le Grand Trophée de la plus belle restauration, décerné par Propriétés Le Figaro, Le Figaro Magazine, la Fondation pour les monuments historiques, en partenariat avec La Demeure historique.

## Valorisation du patrimoine
Avec la restitution  de la chapelle romane priorale (2015) - aujourd’hui dédiée à sainte Philomène - après huit ans de travaux grâce à ses propriétaires privés, une chapelle est ainsi ressortie de terre. Ce fut le mérite reconnu de propriétaires privés. Ces travaux redonnent son unité à un ensemble donnant à voir aujourd’hui : le manoir prieural 1792 (?), le logis du confesseur surplombant la Creuse elle-même dominée de murailles, une grange du XVIIe ou XVIIIe siècle, l'emplacement du cloître, des restes des murs de clôture, la « fontaine bleue » et son vivier.
Une étude spécifique de « Trois ou quatre  chapiteaux de Longefont » a été conduite par Agnès Chombart de Lauwe. Celle consacrée à « un monument de pierre portant les traces encore bien visibles d’un cadran solaire multiple » l'a été sous la signature de Bernard Cura Heure et Lumière chez les Cénobites.
Quant aux vestiges du jubé de l'église prieurale de Longefont (XVIe - XVIIIe s), un rapport de fouilles est disponible par le lien suivant.